# Platyptilia implacata
Platyptilia implacata là một loài bướm đêm thuộc họ Pterophoridae. Nó được tìm thấy ở Ethiopia.